# Бесконечный поезд
«Бесконечный поезд» (англ. Infinity Train) — американский анимационный сериал сценариста Оуэна Денниса, ранее известного по работе над «Обычным мультиком». Пилотный эпизод сериала был выпущен Cartoon Network 1 ноября 2016 года, а затем из-за положительного приёма был включён в полноценный мини-сериал, премьера которого состоялась на Cartoon Network 5 августа 2019 года. После завершения первого сезона Cartoon Network объявила, что сериал продолжится как сериал-антология. Второй сезон дебютировал на Cartoon Network 6 января 2020 года. Третий сезон начал транслироваться на HBO Max 13 августа 2020 года, с десятью сериями, выходящими в эфир в течение трёх недель, а четвёртый сезон был полностью выпущен 15 апреля 2021 года.
Действие сериала разворачивается на гигантском, загадочном и, казалось бы, бесконечном поезде, путешествующем по бесплодной местности, в вагонах которого есть множество причудливых, фантастических и невозможных сред. Пассажиры поезда переходят из вагона в вагон, выполняя задания, которые помогают им справиться со своими психологическими травмами и эмоциональными проблемами. Каждый сезон Бесконечного поезда (называемый «книгой», каждый со своим отдельным подзаголовком) следует своей собственной сюжетной линии и набору персонажей, хотя некоторые персонажи появляются в течение нескольких сезонов.
Сериал получил широкое признание критиков после своего дебюта и сохранял высокие рейтинги рецензентов вплоть до конца мультсериала. Критики хвалили сериал за сложные темы и персонажей, сценарий, уникальность, мрачность некоторых эпизодов, стиль визуальной анимации и озвучку. 
В августе 2020 года Деннис заявил, что, хотя он хотел продлить сериал в общей сложности на восемь сезонов, большая часть съёмочной группы была уволена, и сериал рискует не быть продлённым на пятый сезон; Деннис предположил, что HBO Max может быть обеспокоен тем, что истории и темы сериала слишком мрачны и непривлекательны для детей. В рекламных материалах четвёртого сезона он упоминается как последний сезон. В августе 2022 года сериал был удалён из HBO Max, а все ссылки на сериал были удалены из официальных сообщений Cartoon Network в социальных сетях, а создатель сериала Оуэн Деннис затем продвигал онлайн-пиратство как единственный способ посмотреть сериал в будущем в своей биографии в Твиттере.

## Обзор
Действие сериала происходит в бесконечным поезде, путешествующем по бесплодному ландшафту; вагоны поезда содержат множество причудливых и фантастических сред. Пассажиры поезда — это люди, у которых есть нерешённые эмоциональные проблемы или травмы. Когда они путешествуют по вагонам поезда, их приключения внутри дают им возможность столкнуться и решить свои эмоциональные проблемы, представленные светящимся числом на их руке, которое уменьшается, когда они успешно решают эти проблемы. Как только они решают свои проблемы и их число достигает нуля, открывается портал, благодаря которому они могут покинуть поезд и вернуться домой.
Первый сезон посвящён Тюльпане Олсен, девушке, переживающей недавний развод родителей. Её сопровождает маленький сбитый с толку робот по имени «Раз-Раз» и Аттикус, правитель королевства говорящих корги. В конце концов она раскрывает многие секреты поезда и противостоит Амелии — пассажирке, которая вместо того, чтобы справиться со своей травмой, полученной в результате смерти мужа, взяла роль проводника Раз-Раз и попыталась взять под контроль поезд. Перед тем, как покинуть поезд, Тюльпана уговаривает Амелию попытаться приспособиться к переменам в её жизни.
В одном из эпизодов первого сезона Тюльпана освобождает своё отражение из зеркального мира, и её пути расходятся. Второй сезон посвящён эмансипированной «Зеркальной Тюльпане» (Лэйк), которая находится в бегах от силовиков, пытающихся казнить её в наказание за отказ от роли отражения Тюльпане. Она объединяется с Джесси, новым пассажиром поезда, а также с Аланом Дракулой — молчаливым оленем, обладающим множеством способностей. Она помогает Джесси покинуть поезд, помогая ему научиться постоять за себя, но сама не может сойти, потому что у неё нет номера на руке.  Джесси снова возвращается за ней. Они находят проводника, и, используя отражение номера на руке, убеждают его выпустить их.
Третий сезон сосредоточен на Грейс и Саймоне, лидерах культа пассажиров-мошенников, известных как «Вершина», которые разрушают поезд и нападают на его обитателей, чтобы увеличить их численность, полагая, что истинная цель поезда — остаться как можно дольше в качестве награды. Их путешествия с молодой девушкой по имени Хейзел и её подругой-гориллой Тубой вызывают у Грейс сочувствие к обитателям поезда. После того, как Саймон убивает Тубу, выясняется, что сама Хейзел — одно из творений Амелии, и Грейс понимает, что то, что она думала, что знала о поезде, неверно. Отбиваясь от попытки Саймона захватить контроль, Грейс начинает сталкиваться со своими ошибками и исправлять их.
Действие четвёртого сезона разворачивается десятилетиями ранее, в период, когда Амелия устанавливает контроль над поездом, и рассказывает о Райане и Мин-Ги — двух лучших друзьях, которые хотят стать известными музыкантами. Их отношения натянуты из-за дерзости Райана и страха Мин-Ги перед будущим. В поезде они встречают говорящий служебный звонок по имени Кез, которой трудно признать свои ошибки. Райан и Мин-Ги понимают, что они нужны друг другу, чтобы двигаться вперёд по жизни, в то время как Кез наконец извиняется перед другими обитателями поезда, которым она причинила вред.

## История производства

### Концепция и влияние
До создания «Бесконечного поезда» Оуэн Деннис работал художником-раскадровщиком над «Обычном мультиком». Деннис задумал Бесконечный поезд в 2010 году, изначально как фильм. Его вдохновило «чувство пробуждения в тревожном космосе», которое он испытал, возвращаясь в США из Китая: «когда я проснулся, я огляделся, и увидел группу людей, уставившихся на экраны в темноте в этой тихой комнате. Я подумал, что это было немного жутко. И это вроде как началось оттуда». Как и главный герой Тюльпана, Деннис любил создавать для видеоигр различные моды в подростковом возрасте, в том числе моды для приключенческих игр типа «point-and-click», а также для Half-Life 2 и Unreal Tournament 2004. Он заявил, что Мист был одним из его главных источников влияния с тех пор, как ему было 13 лет, и его влияние явно прослеживается в «Бесконечном поезде». Также, Деннис вдохновлялся Доктором Кто, Агатой Кристи, Бесконечной историей, Матрицей, Филиппом К. Диком, Звёздным путём: Вояджером, Скользящими и отрывком «Таинственного незнакомца» из «Приключений Марка Твена», а также такими романами, как «Ночные птицы Нантакета» и «Волки из Уиллоби-Чейз». Деннис также охарактеризовал Бесконечный поезд как «Пилу для детей», поскольку каждый сезон, по сути, представляет собой моральную игру, основанную на механизмах, призванных помочь человеку преодолеть личные проблемы и ценить жизнь.

### Разработка
У сериала есть три штатных сценариста, которые составляют основную сюжетную команду в дополнение к Оуэну Деннису и руководящему продюсеру и режиссёру Мэдди Керипелю. Коул Санчес работал в команде по написанию сюжета при разработке первой книги, но ушёл работать продюсером-супервайзером «Острова Летнего Лагеря». Процесс работы над каждым эпизодом заключался в том, что сценарист делал набросок, расширение наброска, сценарий, а затем отправлял его команде из двух художников. Художником давалось 5 недель, чтобы сделать эскизы, а затем отправить их на анимацию. Анимация сделана Sunmin Image Pictures в Сеуле, Южная Корея, с использованием традиционных методов анимации.

### Пилотный эпизод
Пилотный эпизод сериала был показан 1 ноября 2016 на YouTube канале Cartoon Network. На июнь 2019 года пилот собрал 4.6 миллионов просмотров. В марте 2018 года Cartoon Network подтвердили о работе над данным мультсериалом, а также о его возможном выходе в 2019 году. Премьера сериала состоялась 5 августа 2019 года. 1 книга вышла марафоном с 5 по 9 августа, каждый день по две серии.

### Полное производство
В июле 2018 года были показаны первые кадры первого сезона на Comic-Con 2018 в Сан-Диего. Через пару часов они были опубликованы на платформах социальных сетей Cartoon Network. Позже они были загружены на канал Cartoon Network на YouTube. 11 июля 2019 года было подтверждено, что премьера шоу состоится 5 августа 2019 года. 20 июля 2019 года первый эпизод был показан во время Comic-Con 2019 в Сан-Диего. Позже в тот же день эпизод был выпущен в приложении и на веб-сайте Cartoon Network. Первый сезон состоял из 10 серий, по две серии выходили в эфир каждую ночь с 5 по 9 августа 2019 года.
С 18 октября 2019 года Cartoon Network начала загружать в своё приложение и на канал YouTube серию короткометражек под названием «Документальные фильмы о поездах», в которых основное внимание уделялось Раз-Раз, демонстрирующему несколько вагонов в поезде, в том числе «Сетчатый вагон», «Крошечный волшебный вагон», «Вагон Кайдзю» и «Вагон технической поддержки».
Рекламный ролик после финального эпизода первого сезона подтвердил, что сериал вернётся в эфир 22 ноября 2019 года. На веб-сайте Бесконечного поезда появилась новая головоломка с когтями. Завершение головоломки приводило к трейлеру второй книги. Вторая книга дебютировала 6 января 2020 года.
6 июля 2020 года была официально анонсирована третья книга с датой выхода 13 августа 2020 года. В отличие от своих предшественников, она транслировалась на канале HBO Max вместо Cartoon Network. Деннис сообщил в ответе на твит, что изначально Бесконечный поезд планировался к показу на канале HBO Max с самого начала, но из-за задержки стримингового сервиса с первоначальной датой запуска в 2019 году первые два сезона были показаны на Cartoon Network вместо этого. Позже на Comic-Con 2020 в Сан-Диего было объявлено, что книга будет называться «Культ проводника».Третья книга была выпущена тремя сериями: первые пять эпизодов дебютировали 13 августа, следующие три — 20 августа, а последние два — 27 августа.
17 февраля 2021 года четвёртая книга была официально анонсирована с тизер-трейлером, содержащим искаженный звук. 11 марта была сообщена дата премьеры сезона на HBO Max — 15 апреля 2021 года вместе с выходом трейлера. Также автор сериала подтвердил, что книга станет заключительной для анимационного сериала, хотя ранее в интервью Оуэн Деннис говорил, что планировал выпустить около восьми книг.

## Персонажи
- Раз-Раз — разумный робот. Размером и формой похож на баскетбольный мяч. До того, как Амелия захватила власть в поезде, состоял из одной личности — Раз, а Раз-Раз появился предположительно после схватки с Амелией за власть. На данный момент персонаж состоит из двух отдельных роботов с разными личностями в форме полусферы:
  - Глэд-Раз (Джереми Кратчли) — весёлая и оптимистичная часть Раз-Раза.
  - Сэд-Раз (Деннис Оуэн) — мрачная и саркастическая часть Раз-Раза.
- Аттикус (Эрни Хадсон) — интеллигентный говорящий корги, король королевства Коргинии, находящегося в одном из вагонов поезда.
- Стюард (Эшли Джонсон) — робот, состоящий из множества щупалец и белой антропоморфной маски.
- Саманта (Кейт Малгрю) — говорящая белая кошка. У неё есть дом в одном из вагонов, в котором хранится разный хлам, среди которого есть и кассеты пассажиров, а также капсула, в которой она может быстро и безопасно перемещаться по крыше поезда. Умеет говорить на французском языке. Она была наставницей Саймона, но между ними образовалась ссора после того как она покинула во Саймона во время погони с Гомом. Считается одной из самых старых жителей/обитателей поезда, она владеет обширной информацией о поезде.
- Рэндалл — предприниматель из Beach Car. У него есть способность разделиться на несколько человек. Эти многочисленные версии самого себя составляют то, что он называет «Командой Рэндалла».
- Отражение / MT (Миррор (от англ. Mirror — Зеркальная) Тюлюпана) / Лейк (Озерина) — отражение Тюльпаны. Пытается утвердиться как самостоятельная личность, а не просто противоположность Тюльпаны, и сойти с Поезда, несмотря на то, что у неё нет Номера.
- Полицейские — два напарника-полицейских, охотящихся за отражением Тюльпаны. Они являются главными антагонистами Книги 2.
- Гомы — четвероногие, нежить, тараканы, черные по цвету. Есть одна пара крыльев, покрытых панцирем, и от двух до четырёх антенн, торчащих из их головы. У них есть рот, покрытый маленькими щупальцами с несколькими щупальцами меньшего размера внутри.
- Алан-Дракула — своенравный олень со множеством суперспособностей.
- Тод / Терренс — лягушка которую держали в вагоне где нужно было её пинать, но Джесси и Лейк спасли его и он ушёл в другой вагон где уже сам требует чтобы его пинали.
- Хейзел — шестилетняя девочка, у которой тоже есть номер на руке, но он не светится. На самом деле — неудачная попытка Амелии воссоздать своего мужа. От страха или обиды может превращаться в черепаху.
- Туба — горилла, носящая по сузафону на каждом плече. Удочерила Хейзел после того, как потеряла своих родных детей.

### Пассажиры
- Амелия (Лина Хиди) — главная антагонистка Книги .1 Заняла место проводника, пытаясь создать вагон, в котором существует её погибший муж Олрик (Мэттью Риз). Имеет самое большое число среди всех пассажиров. Знает о поезде столько же, как и проводник, понимает его работу. После разговора с Тюльпаной поняла бесперспективность этой работы и чтобы загладить свою вину, занялась ремонтом вагонов.
- Тюльпана (Эшли Джонсон) — главная героиня пилотной серии и Книги 1. Тринадцатилетняя девочка, увлекающаяся разработкой компьютерных игр, очень сильно переживает развод родителей. Пытаясь добраться до лагеря игрового дизайна в Ошкоше, попадает на бесконечный поезд.
- Джесси — жизнерадостный подросток, у которого, казалось бы, нет проблем, он всем нравится и способен ужиться хоть со школьными хулиганами, хоть со странными детьми, собирающими пыль от ластиков. Попал в поезд из-за чувства вины перед братом которого подставил.
- Грейс — чернокожая девушка, которая на поезде очень давно и имеющая, как она считала, самое больше число на всём поезде. Руководит бандой детей под названием «Апекс», которые громят вагоны и поклоняются «истинному проводнику»
- Саймон — юноша, второй человек в банде «Апекс». Вместе с Грейс они организовали банду после того, как Кошка, сопровождавшая его с начала поездки, бросила его, когда на них напал монстр.
- Люси — молодая девушка с коричневой стрижкой «боб». На ней светло-серый свитер с красной полосой на груди. Её легко узнать по повязке на глазу, которую она носит после аварии с гарпунным рюкзаком. Она также является одной из детей подопечных Саймона и Грейс в банде «Апекс».
- Райан Акаги — один из двух главных героев Книги 4 и друг детства Мин-Ги. Он попадает в поезд, войдя в обычный поезд и импульсивно бросив ключи Мин-Ги через портал.
- Парк Мин-Ги — один из двух главных героев Книги 4 и друг детства Райана. Он оказался в поезде после того, как загнал Райана в обычный поезд и последовал за ним через портал. Имеет с ним общий номер на руке.

## Эпизоды
Анимационный сериал выпускается «книгами», в каждой имеется 10 серий с хронометражем примерно по 10 минут. Также создатели делают каждую книгу в отдельном жанре, что делает каждый сезон уникальным в этом плане.
| Книга | Книга           | Название                | Эпизодов | Первый выход в эфир | Первый выход в эфир | Первый выход в эфир |
| Книга | Книга           | Название                | Эпизодов | Премьера            | Финал               | Платформа           |
| ----- | --------------- | ----------------------- | -------- | ------------------- | ------------------- | ------------------- |
|       | Пилот           | Пилот                   | Пилот    | 2 ноября 2016       | 2 ноября 2016       | YouTube             |
|       | 1               | Вечное Дитя             | 10       | 5 августа 2019      | 9 августа 2019      | Cartoon Network     |
|       | Короткометражки | Документальное о Поезде | 10       | 19 октября 2019     | 16 ноября 2019      | YouTube             |
|       | 2               | Треснувшое Отражение    | 10       | 6 января 2020       | 10 января 2020      | Cartoon Network     |
|       | 3               | Культ Проводника        | 10       | 13 августа 2020     | 27 августа 2020     | HBO Max             |
|       | 4               | Дуэт                    | 10       | 15 апреля 2021      | 15 апреля 2021      | HBO Max             |

### Книга 1 — Вечное Дитя (2019)
Первый сезон повествует о 13-летней девочке, по имени Тюльпана (англ. Tulip), которая хотела стать программистом и даже уже сделала простейшую игру. Однако её родители недавно развелись, и когда ей нужно было ехать в тематический детский лагерь, везти её оказалось некому.
| № | Название              | Дата выхода    |
| --- | --------------------- | -------------- |
| 1 | «Вагон-Сетка»         | 5 августа 2019 |
| Надеясь самостоятельно добраться до детского лагеря, Тюльпана натыкается на железнодорожную платформу, к которой как раз подъезжает нужный поезд. Однако, войдя внутрь она оказывается в странном сюрреалистическом мире, обнаруживает, что на руке у неё — светящееся число, а также встречает робота, который «ищет свою маму». |                       |                |
| 2 | «Вагон-Пляж»          | 5 августа 2019 |
| Тюльпана заключает сделку с кошкой, отдав ей робота, надеясь, что она приведёт к ней проводника. |                       |                |
| 3 | «Вагон с Корги»       | 6 августа 2019 |
| Тюльпана и Раз-Раз изучают вагон, полный Корги, и встречают таинственного монстра. |                       |                |
| 4 | «Кристальный Вагон»   | 6 августа 2019 |
| Тюльпана, Аттикус (король корги) и Раз-Раз посещают кристальный лес и принимают участие в музыкальном ритуале. |                       |                |
| 5 | «Кошачий вагон»       | 7 августа 2019 |
| Тюльпана вновь встречает Кошку в её собственном вагоне, где она кроме различных вещей держит кассеты с воспоминаниями пассажиров. И кассета Тюльпаны тоже у неё. |                       |                |
| 6 | «Недоделанный Вагон»  | 7 августа 2019 |
| Команда попадает в недоделанный вагон, полный черепах, и пытается его починить. |                       |                |
| 7 | «Хромированный Вагон» | 8 августа 2019 |
| Команда попадает в зеркальный вагон. Чтобы открыть дверь, Тюльпана меняется местами со своим отражением, но её отражение не хочет возвращаться в Зеркальный мир и за ней отправляется Зеркальная Полиция. |                       |                |
| 8 | «Вагон-Шариковая Яма» | 8 августа 2019 |
| Команда попадает на детскую площадку, но там их настигает чудовище, которое они встретили в мире Корги. |                       |                |
| 9 | «Вагон Прошлого»      | 9 августа 2019 |
| Тюльпане приходится довериться кошке, которая её однажды обманула. Та показала ей плёнку воспоминаний Амелии, которая захватила управление Поездом. Размышляя над увиденным, Тюльпана смогла разобраться в себе и открыть проход во внешний мир, однако она решила сначала спасти Аттикуса.                                       |                       |                |
| 10 | «Локомотив»           | 9 августа 2019 |
| Тюльпана пробирается в кабину машиниста, где ей предстоит вернуть на место Раз-Раза, спасти Аттикуса, помочь Амелии и сойти наконец с Поезда. |                       |                |

### Книга 2 — Треснувшее Отражение (2020)
Вторая книга повествует об отражении Тюльпаны, которая скрывается от Зеркальной Полиции, а также Джесси — подростке, страдающем «синдромом хорошего парня» и супер-олене по имени Алан-Дракула.

### Книга 3 — Культ Проводника (2020)
Третий сезон рассказывает о Грейс и Саймоне — лидерах детской банды, устраивающих погромы в вагонах и стремящихся всеми силами увеличить числа на руке. Они верят, что раз-раз — самозванец, захвативший поезд, а настоящий проводник носил шлем с красной полосой. Однажды они оказываются отрезанными от своей банды и встречают девочку по имени Хейзел, которая дружит с гориллой. У этой девочки тоже есть номер на руке, но он не светится. Грейс и Саймон решили принять новую девочку в свою банду, но для этого им нужно добраться до своего вагона и как-то избавиться от гориллы Тубы.

### Книга 4 — Дуэт (2021)
Четвёртая книга рассказывает о двух лучших друзьях Райане и Мине, которые после долгой разлуки в их общении, попали одновременно на поезд и получили одинаковое число.

## Приём

### Критический приём
Бесконечный поезд получил признание критиков после своего дебюта. На Rotten Tomatoes каждый сезон имеет рейтинг одобрения 100 %, при этом первый сезон основан на отзывах 8 критиков, а остальные три — на отзывах 6 критиков.
Кэролайн Цао /Film назвала его «безумным триумфом», а Андреа Тауэрс из Nerdist назвала его «одной из лучших анимационных программ года». Рубен Барон из CBR положительно сравнил его с анимационным мини-сериалом Cartoon Network «По ту сторону изгороди» в его совершенстве, назвав его «прекрасно оформленным фрагментом автономного повествования, основанного на персонажах». Скайлер Джонсон из Comic Watch назвал его «превосходным», с «эмоциональной глубиной, которую редко можно увидеть на детском телевидении», «остроумным, умным юмором» и «звёздной озвучкой». Эмили Эшби из Common Sense Media поставила сериалу 5 звёзд из 5 возможных. В своем обзоре Эшби похвалила положительные сообщения о дружбе и самоанализе. Эшби также похвалил характер Тюльпаны Олсен и эмоциональные моменты шоу.
Третий сезон получил особенное признание критиков. Уильям Хьюз из The A.V. Club похвалил третий сезон за его более мрачные темы и послания, назвав его «лучшим и самым сложным сезоном». Петрана Радулович из Polygon похвалила сложные линии персонажей сериала и отметила, что третий сезон является свидетельством безграничного потенциала замысла. Эндрю Колондра-младший из The Vanderbilt Hustler назвал третий сезон «бросающим вызов жанру» и сказал: «Благодаря таким шоу, как Бесконечный поезд, современный мир анимации, наконец, приближается к точке, в которой он может освободиться от представления о том, что анимация предназначена только для детей». Observer Media сообщила, что сериал превратился в самостоятельный, развивая захватывающий мир и внутренние тайны, «которые привлекут вас мастер-классом по развитию персонажей, чтобы подпитывать ваше стремление продолжать смотреть сериал». Бет Элдеркин из io9 похвалила третий сезон за «повышение приверженности шоу отказу от чёрно-белых взглядов на мораль». Элдеркин особенно похвалил 5 серию третьего сезона за её «потрясающие откровения».
Четвёртый и последний сезон Бесконечного поезда также получил положительные отзывы, хотя приём был значительно ниже по сравнению с третьей книгой. Основная часть критики была направлена на его беззаботный тон после более мрачных тем предыдущего сезона, а также на его отсутствие завершённости истории, хотя многие критики признали в своих обзорах, что четвёртая книга не задумывалась как последний сезон. Даррен Фрэнич из Entertainment Weekly по-прежнему назвал его «надёжным телевизионным сезоном». Джеймс Поневозик из The New York Times согласился с тем, что финал был горько-сладким, зная, что сериал заканчивается до того, как планировала творческая группа, но похвалил его юмор и персонажей.

### Рейтинги
Когда шоу впервые было запущено в производство, пилотная версия Бесконечного поезда впервые была показана на Cartoon Network в субботу, 11 февраля 2017 года, в 6:00 утра без какой-либо рекламы. Несмотря на это, пилотный проект набрал около 703 000 просмотров среди людей в возрасте от 18 до 49 лет и занял 33-е место из 50 лучших оригинальных кабельных телепередач на 11 февраля 2017 года.
В сентябре 2020 года Parrot Analytics обнаружила, что спрос аудитории на Бесконечный поезд в 21,3 раза превышает спрос на среднестатистический сериал в США в течение 30 дней после его выпуска. В декабре 2020 года Observer Media сообщила, что Бесконечный поезд стал четвёртым по популярности оригинальным сериалом на HBO Max с момента его запуска в мае.

### Награды и номинации
Первый сезон мультсериала под названием «Вечное дитя» был номинирован в 2020 году на 47-й церемонии вручения наград Annie Awards в категории «Лучшая специальная постановка».

## Будущее
16 августа 2020 года, когда третья книга Бесконечного поезда выходила на HBO Max, Деннис сообщил, что, хотя у команды были планы на большее количество сезонов, вся съемочная группа и большая часть производственного персонала были уволены, и вероятность продления сериала зависит от количества зрителей сериала на HBO Max.
Когда Денниса спросили, сколько ещё сезонов Бесконечного поезда запланировано, он ответил: «У нас есть приблизительные идеи для тем и персонажей, которым мы хотели следовать ещё пять сезонов, вплоть до восьмого. Кажется, что „8“ хорошее число, чтобы остановиться, потому что оно похоже на символ бесконечности.». Когда его спросили, что он хотел бы делать с сериалом в будущем, Деннис выразил заинтересованность в изучении других временных периодов поезда, а также в фильме, основанном на истории Амелии.
Деннис выразил заинтересованность в создании комиксов по мотивам сериала, которые «соответствуют канону и могут быть написаны неамериканцами или с участием неамериканцев». Деннис сказал, что были планы сделать видеоигру по мотивам Бесконечного поезда в виртуальной реальности, «где вы тусовались и решали головоломки в Корджинии». Деннис также заявил, что рассматривался роман под названием «Выбери себе приключение». Однако все эти проекты были отложены, когда приоритеты компании изменились.
11 марта 2021 года было объявлено, что Бесконечный поезд завершится четвёртым сезоном. Деннис пояснил в Твиттере, что не собирался делать его последним сезоном и по-прежнему открыт для продолжения шоу в будущем, если ему представится такая возможность.
16 апреля 2021 года, на следующий день после выхода четвёртой книги, Деннис подтвердил в своём Reddit, что пятая книга была бы вышеупомянутым фильмом, посвящённым Амелии, и, хотя полный сценарий был написан, Cartoon Network Studios переделали его, потому что посчитали, что он не соответствует «детской точки зрения». Деннис также утверждал, что 5-8 книги должны были охватывать темы горя, вины, мести и принятия соответственно решения. Восьмая книга коснулась бы болезни Альцгеймера. Деннис и сценарист Линдси Катаи заявили, что у них также есть планы на рождественский эпизод Бесконечного поезда.
8 мая 2021 года Деннис выпустил макет кадра из неизданной пятой книги в ответ на движение фанатов за возобновление шоу, занимающего первое место в мире и во многих регионах в Твиттере.
Галерея Nucleus в Альгамбре, Калифорния, провела официальную художественную выставку с 25 сентября по 3 октября 2021 года по мотивам сериала. На выставке была представлена коллекция произведений искусства Бесконечного поезда, созданная командой шоу, а также были представлены эксклюзивные товары и панель с изображением создателя шоу Оуэна Денниса.

### Удаление из HBO Max
17 августа 2022 года было объявлено, что Бесконечный поезд вошёл в число 37 сериалов, снятых с канала HBO Max. Два дня спустя сериал был удалён из потокового сервиса. Кроме того, все ссылки на сериал были удалены из профилей Cartoon Network в Twitter и YouTube, а Деннис впоследствии заявил в своей биографии в Twitter, что фанатам придётся прибегнуть к онлайн-пиратству, чтобы посмотреть сериал. Позже саундтрек шоу был удалён с онлайн-платформ, хотя позже был вновь возвращён на платформы. Эпизоды шоу по-прежнему можно приобрести в цифровом виде на платформах Google TV, Prime Video и Apple TV.
После удаления с HBO Max Бесконечный поезд стал одним из самых популярных запросов в Твиттере, поскольку фанаты выражали своё разочарование удалением сериала из потокового сервиса. Между тем, все четыре сезона сериала возглавили чарт детских и семейных продаж в iTunes Store 20 августа 2022. Кроме того, DVD-диски были распроданы на таких сайтах, как Amazon, Walmart и Best Buy, в то время как цены на DVD-диски на eBay «взлетели до небес».